# Бартангці
Бартангці (самоназва бартангідж) — один з памірських народів у Рушанському районі Гірно-Бадахшанської автономної області Таджикистану (близько 6 000 — 8 000 осіб). Живуть у високогірній долині річки Бартанг, у нижній та середній її частині, а у верхів'ях — в Рошорві (старе написання Орошор) — місцева група бартангців — рошорвці (рошорвідж).

## Мова
Бартанзька мова належить до північнопамірської підгрупи східної гілки іранської групи індоєвропейської мовної родини.
Поширені також таджицька та російська мови. Віруючі — мусульмани-шиїти (ісмаїліти).
Серед інших памірських народів бартангці виділяються своєю мовою, деякими елементами етнічної традиції, в тому числі у обрядовій сфері.
Під час тривалого етнонаціонального розвитку, особливо внаслідок соціальних перетворень, бартангці консолідуються в одну етнічну спільність з іншими народами Паміру та зближуються зі спорідненими їм таджиками.

## Господарство, ремесла
Входять у господарсько-культурний тип осілих орних хліборобів-зрошувачів та скотарів високогірних зон Західного Паміру, Гіндукушу, Північних Гімалаїв та Каракоруму. Однак техніка підготовки поля під валикове зрошення та «по смугах» (дулох) відрізняється від тієї, що існувала у інших памірських народів. У рошорвців одинарні та парні тимчасові арички-зрошувачі чергувалися на одному полі в різноманітних поєднаннях, залежно від його ухилу. Бартангці та рошорвці практикували й струменево-борозновий полив.
Бартангці, як й інші памірські народи, запозичували кошмоваляння у киргизів Східного Паміру (жіноче заняття), однак бартангці виробляли повсть одноколірну: білу, сіру, коричневу. Бартангці славилися виготовленням ювелірних виробів, які цінувалися на ринках Афганістану та сусідніх країн.
Тип житла, як і одяг, спільний з іншими памірцями.

## Обряди
На весільних обрядах у бартангців, на відміну від інших памирців, сватом виступав батько або старший брат юнака. Наречену у бартангців після одягання садили біля крайнього лівого опорного стовпа покрівлі будинку. З нареченим в поїздці за нареченою крім двох «візирів» (його дружків) брала участь і його холя (сестра матері). Наречену в будинок жениха проводжав її тога (брат матері).